# Секменево
Секменево — деревня в Большереченском районе Омской области. Входит в состав Новологиновского сельского поселения.

## История
Основана в 1801 г. В 1928 г. состояла из 99 хозяйств, основное население — русские. В составе Ново-Логиновского сельсовета Евгащинского района Тарского округа Сибирского края.

## Население
| 1926 | 2002 | 2010 | 2021 |
| ---- | ---- | ---- | ---- |
| 511  | ↘250 | ↘211 | ↘159 |